# 阿尔贝·加缪
阿尔贝·卡繆（法語：Albert Camus，1913年11月7日—1960年1月4日），法国哲学家、小说家、散文家、剧作家、记者，荒诞主义的奠基人。其於1957年獲得諾貝爾文學獎，是历史上第二年轻的诺贝尔文学奖得主。

## 生平

### 童年与青年

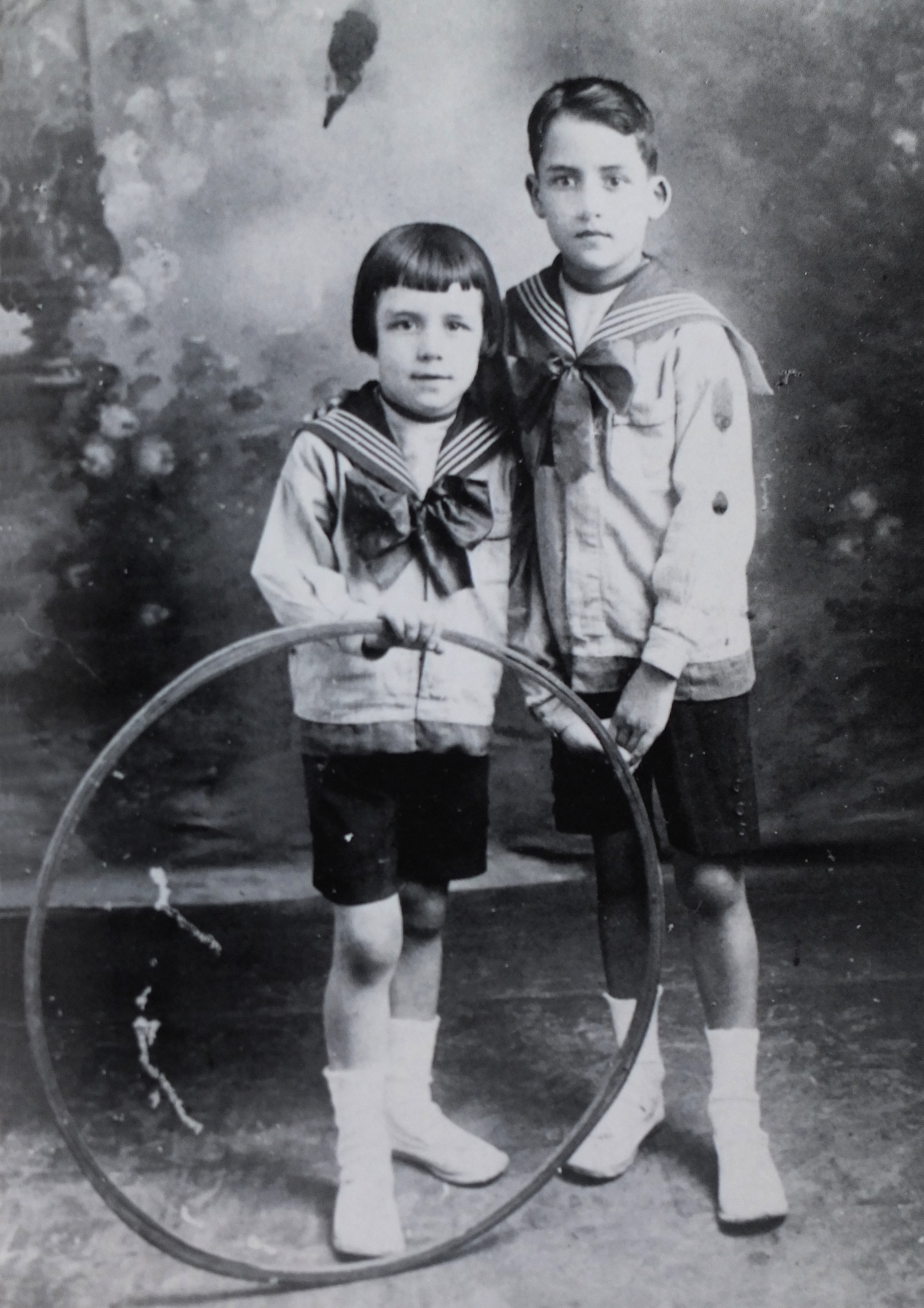
1920年，加缪与其哥哥的合影

加缪出身于阿尔及利亚的黑脚家庭，其家族自1871年第三代开始就在阿尔及利亚定居。他的父亲擁有法国血统，母亲則是巴利亞里血统。加缪出生于当时的殖民地Saint-Paul（阿拉伯语Chebaïta Mokhtar）的一个酒庄，距离蒙多维（今德雷安）8公里远。加缪的父亲路西安是个未受过教育的马车夫，在加缪出生前不久，他被公司从阿尔及尔派到Saint-Paul。
加缪的父亲在第一次世界大战初期应征加入法军，在第一次马恩河战役中受伤。1914年10月，他死于Saint-Brieuc（属于布列塔尼大区）的军医院中。因此加缪的母亲带着他和哥哥搬到了祖母家里。他们住在阿尔及尔的一个工人阶级社区，这位不识字的母亲开始在工厂工作，随后又当起了清洁工。她的大儿子没有结婚，且有语言障碍，但也当起了制桶工人。他们一同支撑着家庭开销，也受着加缪祖母的照料。 
加缪靠奖学金读完中学，1933年起以半工半读的方式在阿尔及尔大学攻读哲学，1935年初加入法国共产党，1936年毕业，论文题为《新柏拉图主义和基督教思想》，但因肺病而未能参加大学任教资格考试。第二次世界大战期间，加缪参加了反对德国法西斯的地下抵抗运动。大战爆发时他任《阿爾及爾共和報》主编，后在巴黎任《巴黎晚報》编辑部秘书。德军侵法后，加缪参加地下抗德组织，负责《戰鬥報》的出版工作。 

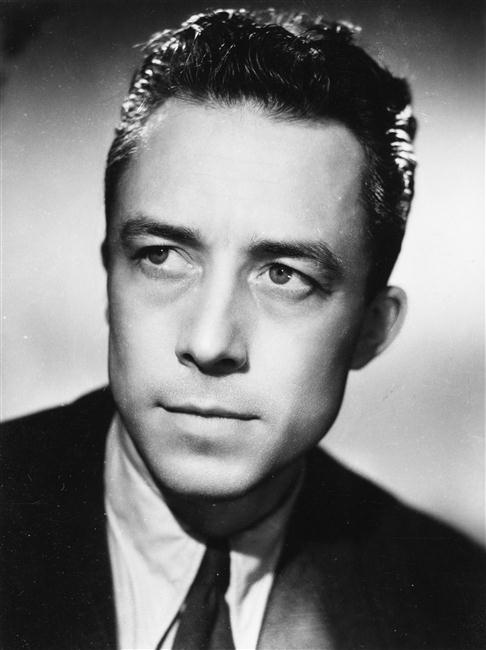
1945年的加缪

加缪从1932年起即发表作品，1942年因发表《異鄉人》而成名。他的小说《鼠疫》（1947）得到一致好评，但是《反抗者》（1951）一书由于宣扬「纯粹的反抗」，即反对革命暴力而导致了他和萨特等左派知识分子的决裂。他主要的作品还有随笔《西西弗神话》（1942）、剧本《卡里古拉》（1944）、《正義者》（1949）、小说《堕落》（1956）和短篇小说集《流放與王國》（1957）等。卡繆于1957年10月17日获诺贝尔文学奖，成為法國當時第九位，也是最年輕的獲獎者。

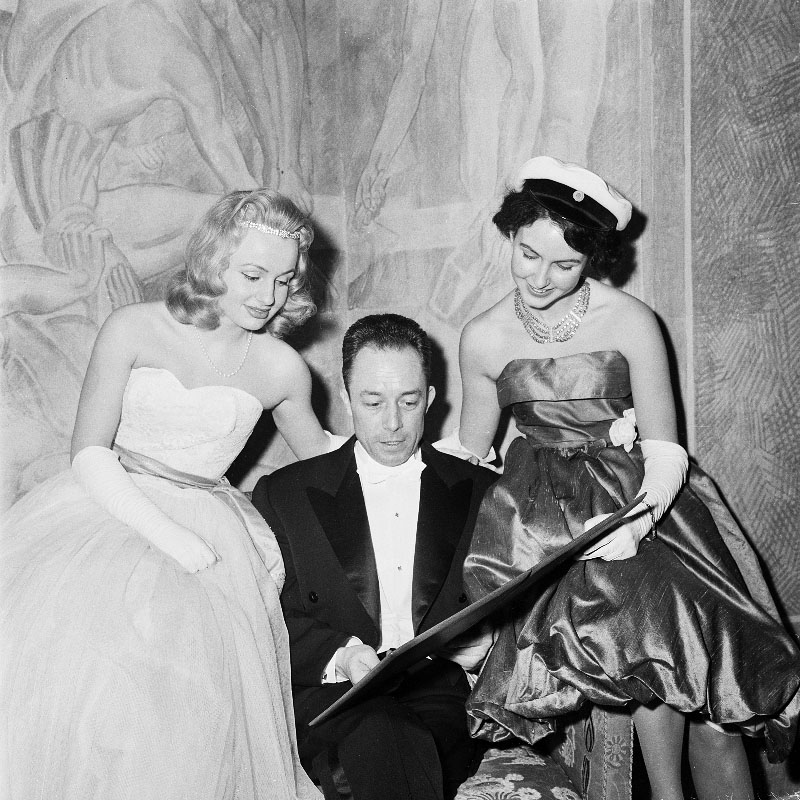
1957年，加缪在诺奖晚宴上与两位妙龄女郎交谈

### 去世
1960年，加缪在南部的沃克吕兹省卢尔马兰家中，与家人、伽利玛出版社的米歇尔·伽利玛（Michel Gallimard）及其妻女，一起过新年假期。1月2日，加缪的妻子和子女乘火车返回巴黎，但加缪决定乘坐伽利玛豪华的Facel Vega HK500汽车返回巴黎。在勃艮第大区约讷省桑斯区的维勒布勒万小镇，汽车撞上了国道的一棵悬铃木，而加缪坐在乘客座位上，因没有系安全带而被拋出，当场去世。 伽利玛在几天后去世，不过他的妻子和女儿没有受伤。有史學家推測，加缪是被克格勃暗杀，因为他批评苏联的暴行。

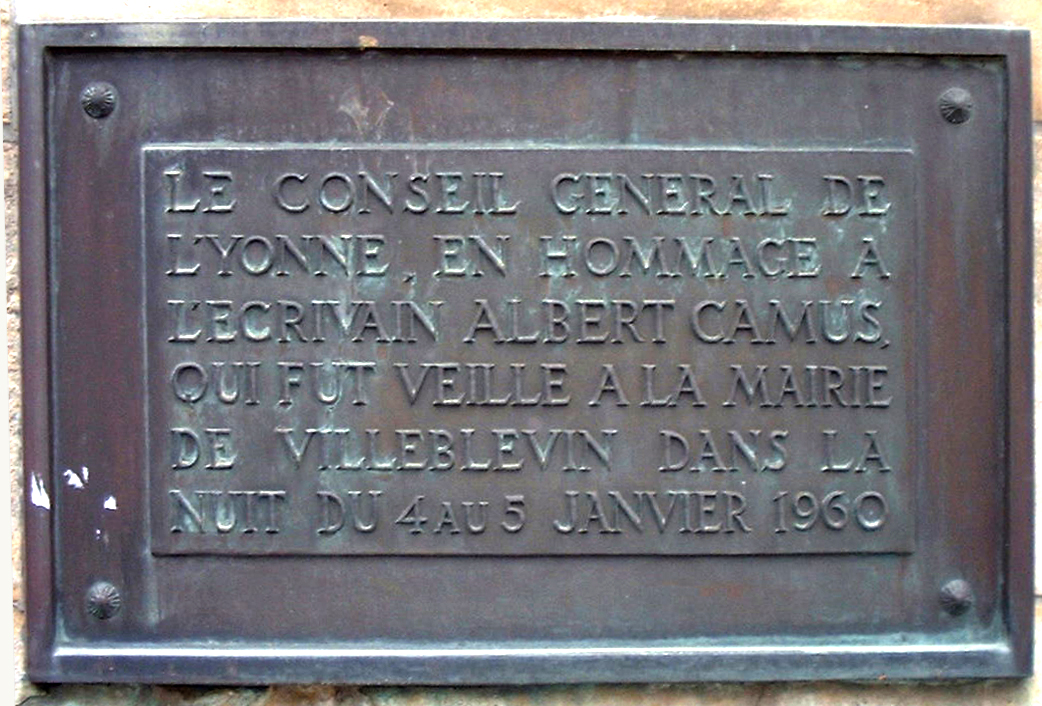
法國小鎮维勒布勒万的加缪纪念碑上的铜牌。上面写着：约讷省议会向作家阿尔贝·加缪致敬，他的遗体于1960年1月4日晚至5日停放于维勒布勒万市政厅。

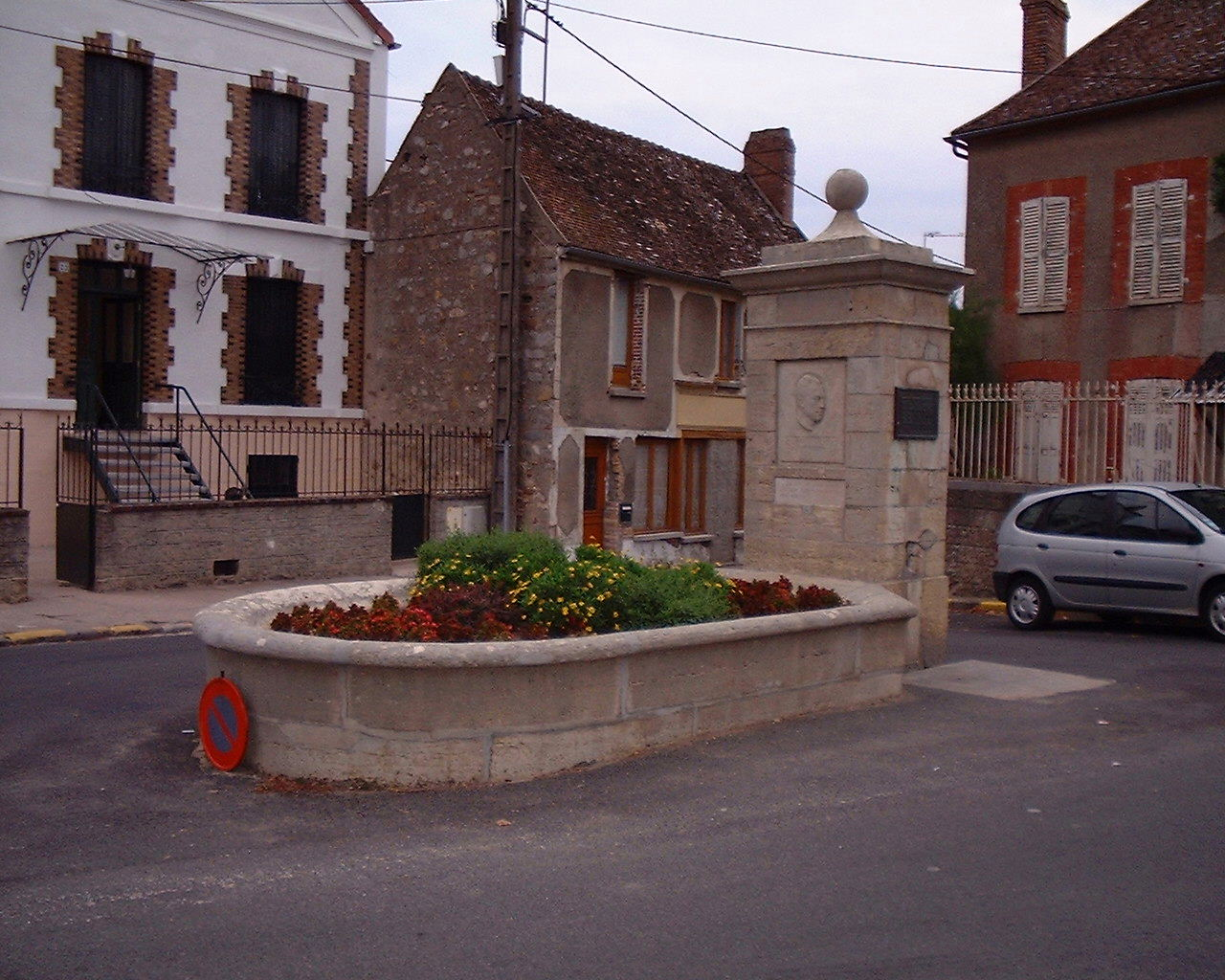
法國小鎮维勒布勒万的阿尔贝·加缪的車禍紀念碑，1960年1月4日的車禍地点

在残骸中发现了144页的《第一人》手稿。加缪曾预言，这部未完成的小说将是他最好的作品，是根据他在阿尔及利亚的童年改编的。 加缪安葬在法国沃克吕兹省的卢尔马兰公墓，他居住的地方。 他的朋友萨特宣读了悼词，向加缪英勇的“固执的人文主义”致敬。

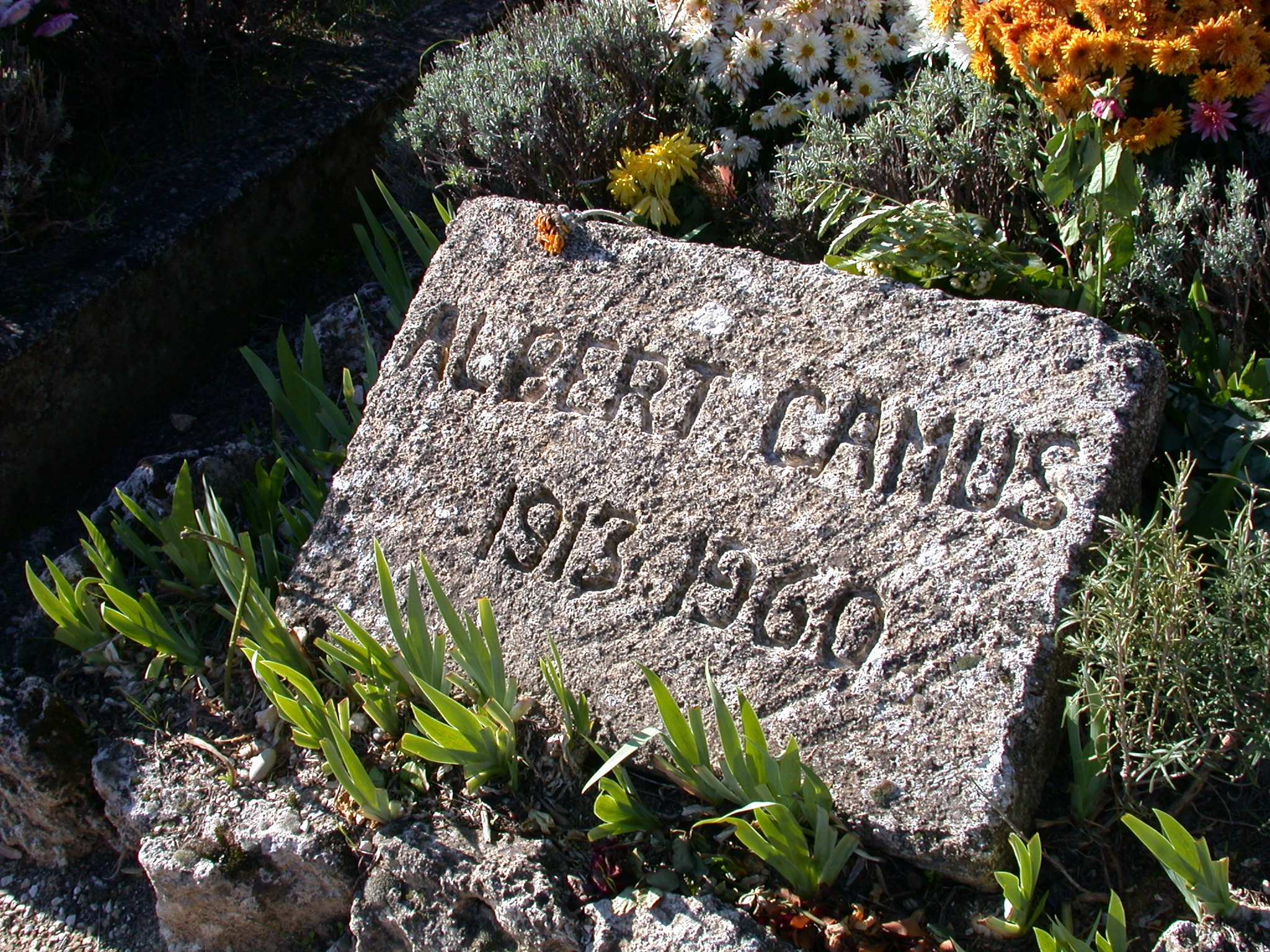
阿尔贝·加缪的墓碑

2009年11月22日法國總統沙柯吉有意將加缪的墳遷移至塞納河左岸的先賢祠，為紀念加缪逝世50週年；可是加缪的兒子反對該提議，其認為他父親一生反對虛名，不會接受搬進先賢祠受人膜拜。

## 哲学思想

### 人道主义思想
加缪思想的核心是人道主义，人的尊严问题，一直缠绕着他的创作、生活和政治斗争的根本问题。《薛西弗斯神话》和《局外人》构成了加缪文学创作的母题，包含着加缪未来作品的核心问题。《西西弗神话》中，薛西弗斯提出的幸福假设，其本质动机不在荒诞，因為荒诞不能告诉我们何謂幸福及不幸；之所以加缪假设薛西弗斯是幸福的，是因为他认为只有幸福的生活才符合人的尊严。反抗才能体现尊严。薛西弗斯被责为永罚，却幸福，这是一种反抗，也是在这种条件下唯一可能的反抗形式。

### 二元对立
加缪的创作存在大量的二元对立的主题，其中有一些亦直接作为书名，如《反與正》，《流放與王國》等。
加缪強調的其他還有「荒诞和理性」，「生与死」，「堕落和拯救」，「阳光和阴影」，「有罪和无辜等」，二元对立的主题经常成对出现。

### 存在主义
加缪一贯反对别人给他加上的存在主义的标签，但在他接受诺贝尔文学奖的时候，颁奖词中依然称他为存在主义者。
存在主义包容了各种各样思想的一种思潮，在各种公认的存在主义思想之间也存在着尖锐的矛盾。簡單而言，存在主义的重大主題為個人对于存在的恐惧，荒诞的感受；它反映人在面对世界時所感到的一种情绪：孤立无援、个人承担但无意义的世界荒谬而没有尽头、個人处于一种「被抛棄」的境地。
如加缪《薛西弗斯神话》中说的，每个人都是薛西弗斯，差别只在是否认识到这一点：「起床，电车，四小时办公室或工厂的工作，吃饭，四小时的工作，电车，吃饭，睡觉，星期一，星期二，星期三，星期四，星期五，星期六，大部分的日子一天接一天按照同样的节奏周而复始地流逝。可是某一天，『为什么』的问题浮现在意识中，一切就都从这略带惊奇的厌倦中开始了。『开始』，这是至关重要的。厌倦产生在机械麻木的生活之后，但它开启了意识的运动。」加缪的作品中都以存在主义的方式表现了存在主义，故普遍認為加缪是存在主义者。
加缪反对存在主义的原因之一是和萨特劃清界限，当时的舆论界基本上认为所谓存在主义就是萨特式的存在主义。加缪与萨特的思想有不少共同点，也有分歧，尤其是在对待革命、历史以及苏联的态度。萨特战后受马克思主义影响，加缪卻一贯反对马克思主义，尤其是历史主义。

## 作品

### 小說
- 《快樂的死》（"La Mort heureuse"，1936年-1938年間完成，逝世後於1971年出版）
- 《異鄉人》，或《局外人》（"L'Étranger"，1942年）
- 《鼠疫》，或《瘟疫》（"La Peste"，1947年）
- 《墮落》，或《墜落》（"La Chute"，1956年）
- 《第一人》，或《最初之人》（"Le premier homme"，未完成，逝世後於1994年出版）

### 短篇故事
- 《流放與王國》（"L'exil et le Royaume"，短篇小說集，1957）
  - 〈不忠的女人〉（"La Femme adultère"）
  - 〈反叛者〉（"Le Renégat ou un esprit confus"）
  - 〈無聲的憤怒〉（"Les Muets"）
  - 〈來客（英语：The Guest (short story)）〉（"L'Hôte"）
  - 〈工作中的畫家〉（"Jonas ou l'artiste au travail"）
  - 〈生長的石頭〉（"La Pierre qui pousse"）

### 劇作
- 《卡里古拉》（"Caligula"，四幕劇，1938年完成，1945年演出）
- 《修女安魂曲》（"Requiem pour une nonne"，改編自福克納的同名小說）
- 《誤會（英语：The Misunderstanding）》（"Le Malentendu"，三幕劇，1944）
- 《戒嚴》（"L'État de Siège"，1948）
- 《正義者（英语：The Just Assassins）》（"Les Justes"，五幕劇，1949）
- 《附魔者》（"Les Possédés"，改編自杜斯妥也夫斯基的同名小說，1959）
- 《信奉十字架》(La Dévotion de la croix，改编自西班牙剧作家彼德罗·卡尔德隆·德·拉·巴尔卡的一部戏剧,1953)
- 《奥尔梅多骑士》（Le Chevalier d'Olmedo，改编自西班牙戏剧家洛贝·德·维加的一部戏剧，1957)

### 論文
- Create Dangerously (Essay on Realism and Artistic Creation)（1957）
- The Ancient Greek Tragedy (Parnassos lecture in Greece)（1956）
- The Crisis of Man (Lecture at Columbia University)（1946）
- 《不做受害者，也不当刽子手》（1946年）
- 《为什么是西班牙？》（1948年）
- 《思索死刑》（Réflexions sur la guillotine）（1957年）

### 論文集
- 《存在，反抗與死亡》（1961）
- Lyrical and Critical Essays (1970)
- Youthful Writings (1976)
- Between Hell and Reason: Essays from the Resistance Newspaper "Combat", 1944–1947 (1991)
- Camus at "Combat": Writing 1944–1947 (2005)
- Albert Camus Contre la Peine de Mort (2011)

### 散文集、札記
- Christian Metaphysics and Neoplatonism (1935)
- 《反與正（英语：Betwixt and Between）》（"L'envers et l'endroit"，1937）
- 《婚禮》（"Noces"，1938）
- 《薛西弗斯神話》（"Le Mythe de Sisyphe"，1942）
- 《反抗者》（"L'Homme révolté"，1951）
- 《夏天》（"L'Été"，1954）
- 《時事集》

一，評論集（"Chroniques"），1944 - 1948（1950年出版）
二，評論集（"Chroniques"），1948 - 1953
三，阿爾及利亞評論集（"Chroniques algériennes"），1939 - 1958（1958年出版）
- 《卡繆札記》（"Carnets"）

一，1935/2 - 1942/2（1962）
二，1943-1951 (1965)
三，1951-1959 (2008)
- 《致德國友人書》（"Lettres à un ami allemand"，給Louis Neuville，1948）
- Albert Camus, Maria Casarès. Correspondance inédite (1944-1959). Édition de Béatrice Vaillant. Avant-propos de Catherine Camus. Collection Blanche, Gallimard. Parution : 09-11-2017.

## 外部連結
- Fonds Albert Camus - Cité du livre d'Aix en Provence （页面存档备份，存于）
- Société des Études Camusiennes
- The Albert Camus Society
- 诺贝尔官方网站关于阿尔贝·加缪介绍 （页面存档备份，存于）